# Hexenjagd (1996)
Hexenjagd ist ein US-amerikanischer Spielfilm aus dem Jahr 1996. Regie führte Nicholas Hytner, das Drehbuch verfasste Arthur Miller nach seinem gleichnamigen Bühnenstück. 

## Handlung
Hexenjagd spielt im Jahre 1692 in Salem, einer damals streng puritanischen Gemeinde im amerikanischen Staat Massachusetts, der zu dieser Zeit noch britische Kolonie ist.
Pastor Parris, der Geistliche des Ortes, hat seine Tochter Betty, seine Nichte Abigail Williams und einige andere Mädchen entdeckt, wie sie im Wald zu den Liedern der schwarzen, im Heidnischen verwurzelten Sklavin Tituba tanzten. Er meint sogar, einige nackt gesehen zu haben. Einige der Kinder, Parris’ Tochter Betty und auch Ruth Putnam, scheinen sich nicht von dem Schock der Entdeckung zu erholen. Sie werden ohnmächtig und krank. Da die „Krankheiten“ der Kinder nicht von Ärzten zu erklären sind, entstehen Gerüchte über übernatürliche Ereignisse, Teufelsbeschwörung und Hexerei. Parris beauftragt Pastor Hale, einen Spezialisten für Dämonen und den Teufel, der Krankheit seiner Tochter auf den Grund zu gehen. Die Mädchen, allen voran Abigail, merken sehr schnell, dass sie der Strafe entgehen können, wenn sie andere beschuldigen, sie zu ihrem verbotenen Tun getrieben zu haben. Sie beschuldigen wahllos Gemeindemitglieder, mit dem Teufel im Bunde zu stehen.
Vor Gericht treten die Mädchen als Zeugen auf und denunzieren an jedem Prozesstag neue Hexen, die daraufhin verhaftet werden. Der Bauer John Proctor durchschaut die Lügen und warnt davor, die Aussagen der Mädchen zu glauben. Parris’ Nichte Abigail, die zuvor Proctors Magd war und eine Affäre mit ihm hatte, will seine Frau werden und bezichtigt daher Elizabeth Proctor der Hexerei. Proctor versucht mit Hilfe seiner Magd Mary Warren, seine Frau zu retten und vor Gericht zu beweisen, dass Abigail und die Mädchen lügen. Anfangs sagt Mary aus, dass die Mädchen nur simulieren, doch unter dem Druck der Mädchen und einem neuen gespielten Anfall bleibt sie nicht bei der Wahrheit. Sie beschuldigt nun Proctor, mit dem Teufel im Bund zu sein und sie zum Geständnis gezwungen zu haben. Proctor wird verhaftet und zum Tod verurteilt. Er kann sein Leben retten, wenn er sein Bündnis mit dem Teufel eingesteht. Doch kann er es nicht mit seinem Gewissen vereinbaren, sein Leben mit einer Lüge zu erkaufen. Er wird zusammen mit den anderen Delinquenten gehängt.
Die verhängnisvolle Eigendynamik der Ereignisse zeigt sich besonders am Verhalten der Kleriker. Während Pastor Parris aus Angst um Ruf und Stellung den Geschehnissen tatenlos zusieht, reicht den Richtern Hawthorne und Danforth die Aussage der Mädchen, um Menschen als Hexen zu verurteilen. Nach Beginn des Prozesses verharren sie in ihrer starren Haltung und glauben, nicht mehr zurückzukönnen. Ihre Eitelkeit und Unfähigkeit, als Autoritätspersonen ihren Irrtum einzugestehen, macht es ihnen unmöglich, das Aburteilen von unschuldigen Bürgern zu beenden. Nur Pastor Hale kommt zur Einsicht und versucht Leben zu retten, doch er muss verzweifelt erkennen, dass der Wahn stärker ist als alle Vernunft.

## Sonstiges
- Ursprünglich hatte die neuseeländische Schauspielerin Melanie Lynskey für die Rolle der Abigail vorgesprochen.
- Daniel Day-Lewis, der John Proctor spielt, ist seit 1996 mit Millers Tochter Rebecca verheiratet, einer bekannten Filmregisseurin und Drehbuchautorin.
- The Crucible, der Original-Titel des Films und des gleichnamigen Bühnenstücks von Arthur Miller, bedeutet ins Deutsche übersetzt so viel wie „Die Feuerprobe“.[1]

## Kritiken
- „Nicholas Hytner (‚King George‘) hat Arthur Millers zeitloses Theaterstück über kollektive Schuld und persönliche Integrität – eine unverhohlene Parabel auf die Kommunistenhatz der McCarthy-Ära – als intensives und elegantes Period Piece verfilmt. In diesem universal relevanten Gesellschaftspsychogramm überzeugt besonders Paul Scofield als unerbittlicher Hexenjäger.“ (Blickpunkt: Film)
- „Arthur Miller, Grandseigneur des Theaters, lieferte die Vorlage für ein packendes Drama über Denunziation und Religionswahn im Amerika des 17. Jahrhunderts.“ (Cinema)
- „Eher eine genaue Umsetzung als eine Neuinterpretation, vertraut der Film, zu dem Miller selbst das Drehbuch geschrieben hat, auf die innere Dramaturgie der einzelnen Szenen, bricht sie aber zugleich kinogerecht auf bei einer sparsamen und genauen Anwendung filmischer Mittel. Auch darstellerisch hervorragend.“ (film-dienst)
- „Basierend auf Arthur Millers zeitlosem, gleichnamigen Theaterstück um kollektive Schuld und persönliche Integrität hat der britische Regisseur Nicholas Hytner (‚King George – Ein Königreich für mehr Verstand‘) hier einen hochaktuellen Film inszeniert, der sowohl dramaturgisch als auch schauspielerisch überzeugt. Der Filmemacher verlässt sich in seinem period piece, in dessen Mittelpunkt der ewige Kampf Individuum kontra Masse steht, ganz auf die präzise Sprache Millers, der auch das Drehbuch verfasst hat, und die Präsenz seiner beiden Stars Daniel Day-Lewis und Winona Ryder. Ein anspruchsvolles, intellektuelles Vergnügen.“ (VideoWoche)
- „So Furcht einflößend authentisch erwecken der Autor und sein kongenialer Regisseur die Salemer Paranoia zum Leben, dass es nicht schwer fällt, die Parabel, die 1953 als Kritik an McCarthys Kommunistenhetze gedacht war, als Warnung vor zeitgenössischem Fundamentalismus zu verstehen. Die größte Hexerei gelingt Hytner mit seinen Schauspielern. Vor allem Winona Ryder als Abigail gibt der geifernden Psyche einer sexuell Frustrierten mit aller List und Tücke Ausdruck.“ (Die Woche)

## Auszeichnungen
Hexenjagd wurde 1997 zweimal für den Oscar (Beste Nebendarstellerin & Bestes Drehbuch) nominiert, ging jedoch leer aus. Die Oscar-nominierte Joan Allen gewann den Empire Award, Paul Scofield bekam einen BAFTA Award als Bester Nebendarsteller. Außerdem wurde der Film mit weiteren Filmpreisen wie der Broadcast Film Critics Association Award und der britische Southeastern Film Critics Association Award ausgezeichnet.
Joan Allen und Paul Scofield wurden für den Preis Golden Globe Award nominiert.
Der Film nahm an der Berlinale 1997 teil, ging bei der Preisvergabe aber leer aus.